# Jean-Louis Charles Guesnon-Deschamps
 (octobre 2019).
Si vous disposez d'ouvrages ou d'articles de référence ou si vous connaissez des sites web de qualité traitant du thème abordé ici, merci de compléter l'article en donnant les références utiles à sa vérifiabilité et en les liant à la section « Notes et références ».
Jean-Louis Charles Guesnon-Deschamps, baron Deschamps, né le 6 février 1763 à Bricquebec, mort à Paris le 1er janvier 1849, est un général français de la Révolution et de l’Empire.

## Biographie
Volontaire dans le 11e régiment de chasseurs à cheval (de Normandie), le 22 juin 1787, brigadier le 1er mai 1788, brigadier-fourrier le 1er janvier 1792, il fut nommé maréchal-des-logis le 7 août 1793 à l'armée du Nord, et sous-lieutenant à l'élection le 11 du même mois.
Passé adjoint à l'adjudant-général Klein, à l'armée des Ardennes, le 1er pluviôse an II, il chargea seul à la prise de Coblentz, plusieurs hussards de Barco, et leur enleva 2 chasseurs de son régiment qu'ils emmenaient prisonniers.
Aide-de-camp du général Moreau le 1er brumaire an IV, lieutenant le 14 germinal, prisonnier de guerre le 4e jour complémentaire, il fut échangé le 16 germinal an V, et rejoignit bientôt après l'armée de Sambre-et-Meuse.
Capitaine à la suite du régiment de chasseurs le 14 vendémiaire an VI, il passa à l'armée d'Angleterre le 1er frimaire avec le titre d'adjoint à l'adjudant-général Paulet, fut attaché ensuite à l'état-major du général Duhesme, à l'armée d'Italie, se trouva au combat de Fossano le 14 brumaire an VIII, entra le premier dans Savillan, y fit seul trente prisonniers et s'empara d'une pièce de canon, et fut fait, en récompense de ce fait d'armes, chef d'escadron sur le champ de bataille.
Nommé aide-de-camp du général Loison à l'armée de réserve le 21 frimaire an IX, et confirmé dans son grade de chef d'escadron le 2e jour complémentaire de la même année, il passa, le 13 brumaire an XI, à l'état-major du général Victor, en Hollande, pour être attaché à l'expédition projetée de la Louisiane, fut employé auprès du général Marmont à l'armée de Batavie, le 11 pluviôse an XII, et nommé membre de la Légion d'honneur le 25 prairial suivant.
Il fit avec distinction, avec le 3e corps de la Grande Armée, les campagnes d'Autriche, de Prusse et de Pologne, pendant les ans XIV, 1806 et 1807.
Dans la campagne de Pologne, il fut envoyé en partisan à 30 lieues du corps d'armée avec 100 chasseurs, et fit capituler la forteresse de Czentochau, où il trouva 30 bouches à feu et une garnison de 800 hommes.
Le 24 novembre 1806, au combat de Nazielsk, il reçut deux coups de feu au bras gauche, fut nommé, le 20 février 1807, major du 1er régiment de chasseurs, faisant également partie du 3e corps, le commanda à l'affaire de Niédenburg le 9 mars, y fut blessé de deux coups de sabre au bras droit, tomba au pouvoir des Russes et n'obtint son échange que le 6 août, après la signature du traité de Tilsitt.
En 1808, il resta avec le 3e corps en Allemagne, combattit en 1809 à Wagram, et fut ensuite envoyé avec son grade au dépôt du 27e régiment de chasseurs à cheval, organisé à cette époque avec le régiment de chevau-légers belges. Mais depuis l'étoile des braves reçues au camp de Boulogne, l'Empereur ne l'avait pas oublié. Le 3 décembre 1809 il reçut une dotation de 2 000 francs de rente sur le Trasimène et le 11 juillet 1810 il fut créé chevalier de l'Empire.
Nommé colonel du 4e régiment de chevau-légers (ancien 9e dragons), le 14 octobre 1811, il le commanda successivement au 3e corps de réserve de la Grande Armée et au 1er corps de cavalerie pendant les campagnes de Russie, de Saxe et de France, et reçut la croix d'officier de la Légion d'honneur, à la suite de la bataille de Lützen, le 23 juin 1813 et créé baron de l'Empire par décret impérial du 28 septembre 1813 avec une dotation de 1 000 francs.
Le gouvernement royal le fit chevalier de Saint-Louis le 9 juin 1814, et le maintint à la tête de son régiment devenu lanciers de Monsieur le 27 septembre. Napoléon Ier, à son retour de l'île d'Elbe, le créa maréchal de camp le 21 avril 1815, pour être admis à la retraite de ce grade.
Rentré dans la position où il se trouvait au 1er mars par suite de l'ordonnance d'août, le baron Deschamps obtint, le 27 septembre suivant, le commandement du régiment de cuirassiers d'Orléans, et fut promu au grade de maréchal de camp, le 22 janvier 1823.
Il était à la division de cuirassiers de l'armée des Pyrénées, lorsqu'il fut mis en disponibilité le 21 décembre, et obtint, le 4 juin 1826, la lieutenance de roi de la place de Strasbourg. Le baron Deschamps a été mis à la retraite le 31 août 1831.